# Sotetsu série 11000
La série 11000 (11000系, 11000-kei) de Sotetsu est un type de rame automotrice exploité depuis 2009 par la compagnie Sagami Railway (Sotetsu) dans la préfecture de Kanagawa.

## Description
Les rames série 11000 sont basées sur les rames série E233 de la JR East. Elles sont composées de 10 voitures avec chacune 4 paires de portes.
L'espace voyageurs se compose de banquettes longitudinales. Chaque voiture comprend un espace pour les usagers en fauteuils roulants et les poussettes.

## Histoire
La première rame de la série 11000 est entrée en service le 15 juin 2009.

## Services
Les rames circulent sur la ligne principale Sōtetsu et la ligne Izumino.

## Galerie photos

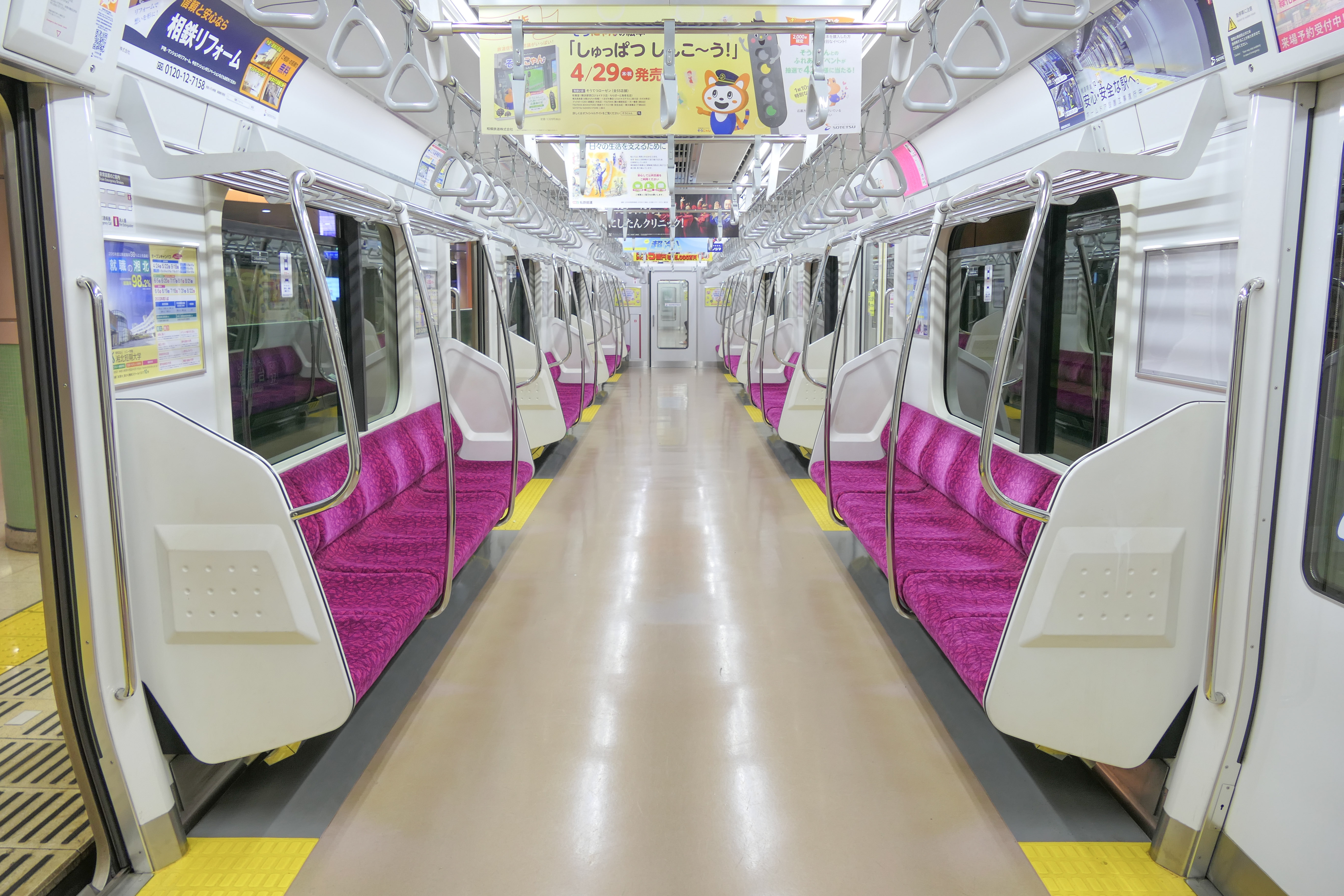
Intérieur de la rame.
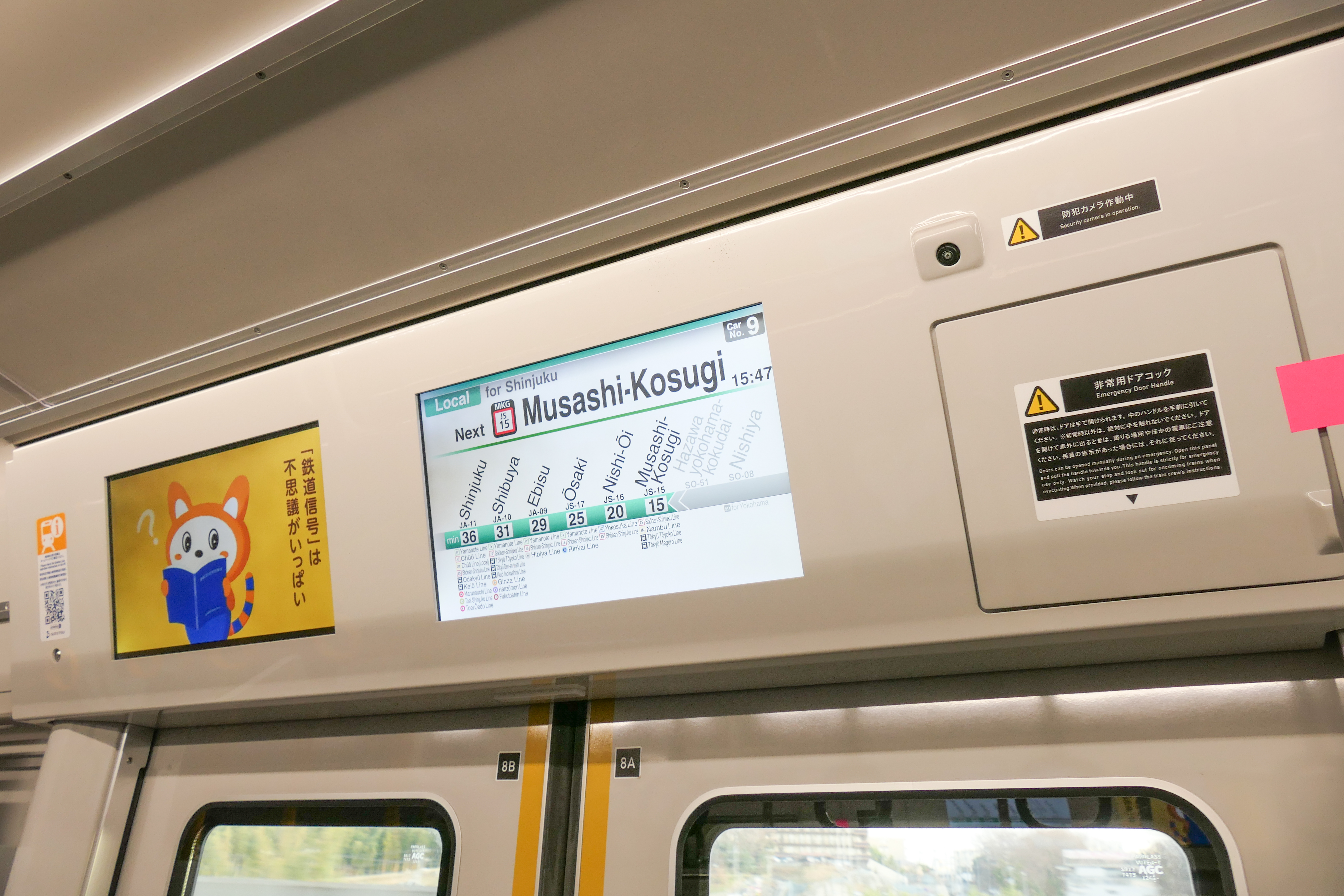
Ecrans d'information voyageurs.
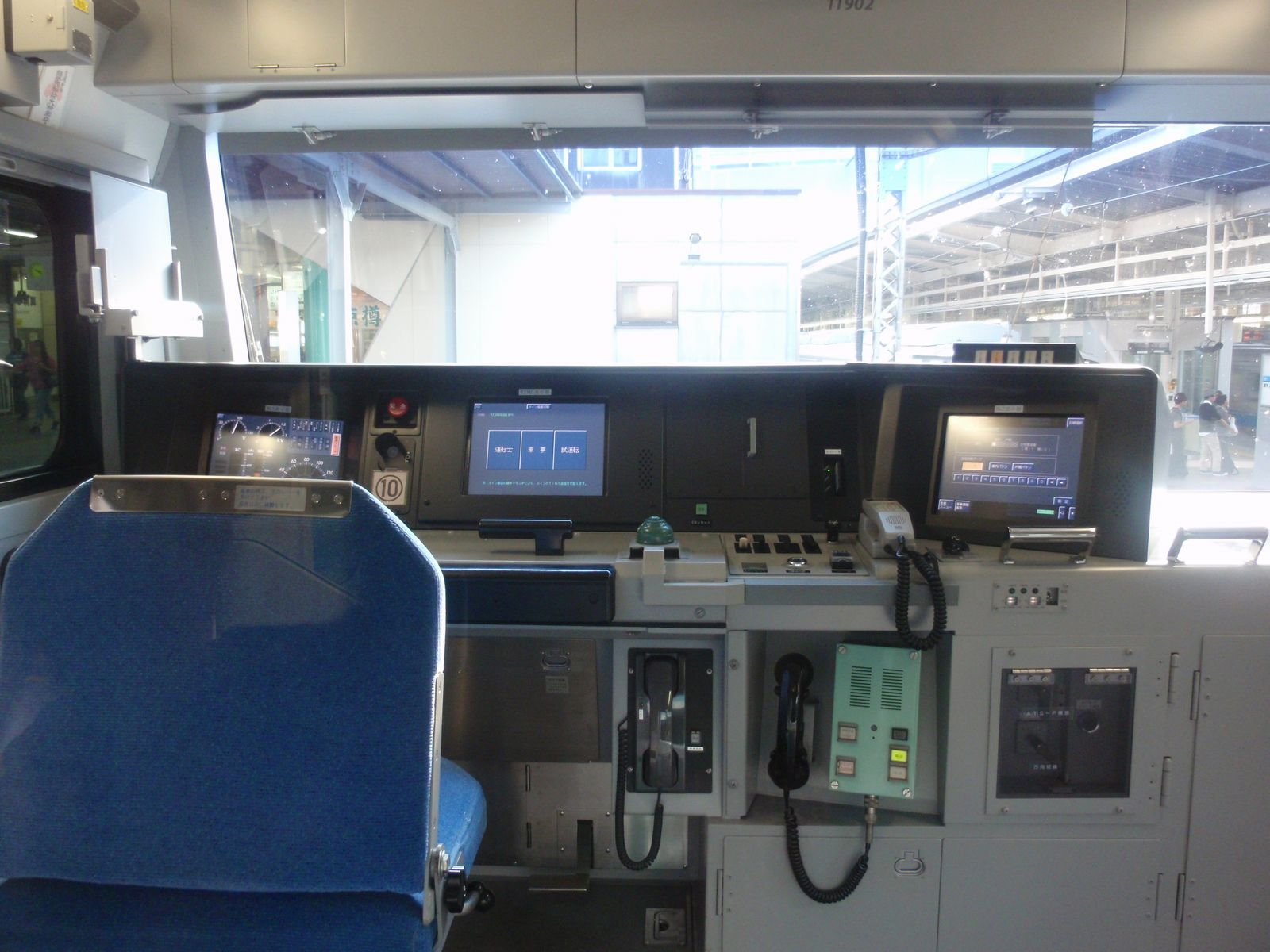
Cabine de conduite.